# Aerożel

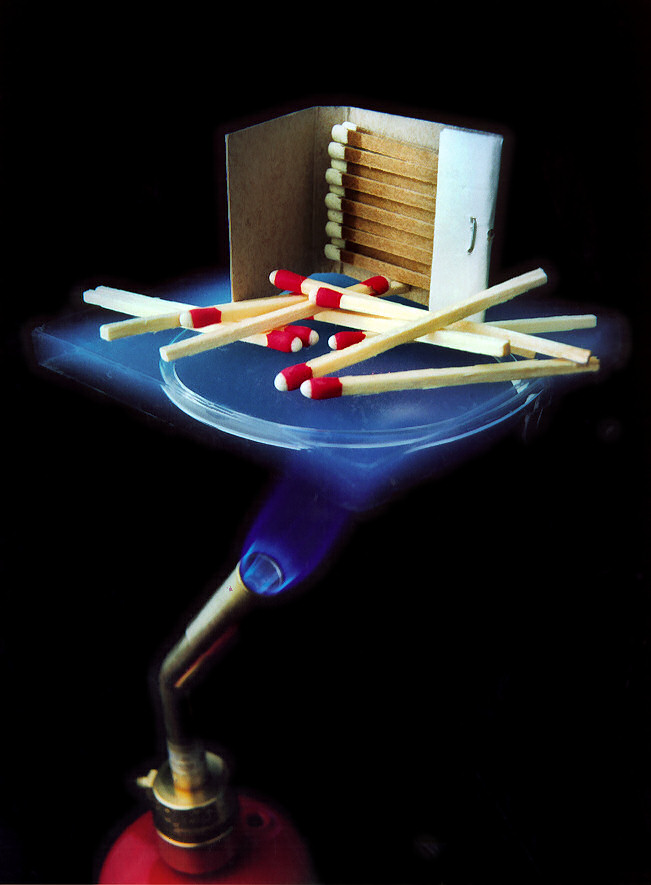
Prezentacja własności termoizolacyjnych aerożelu

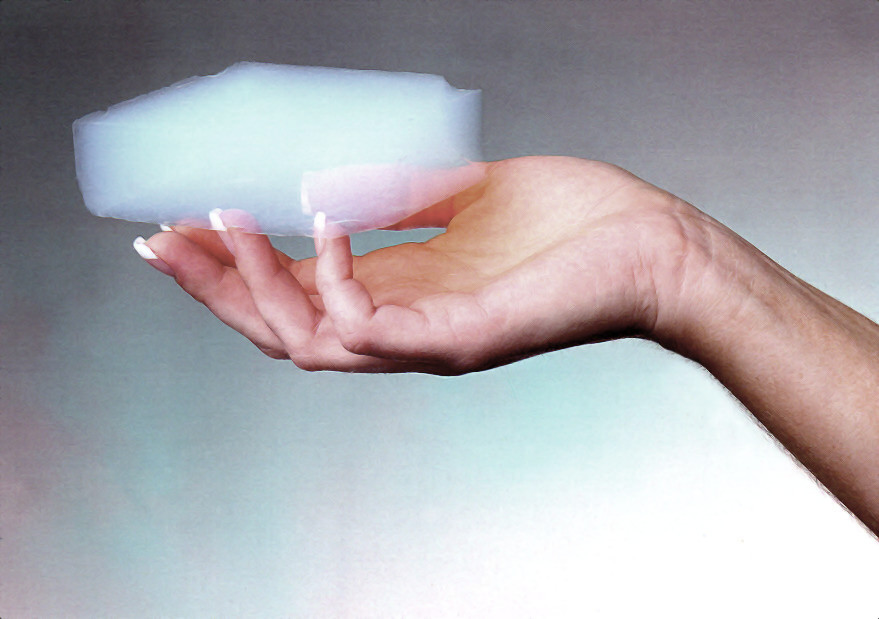
Aerożel na dłoni

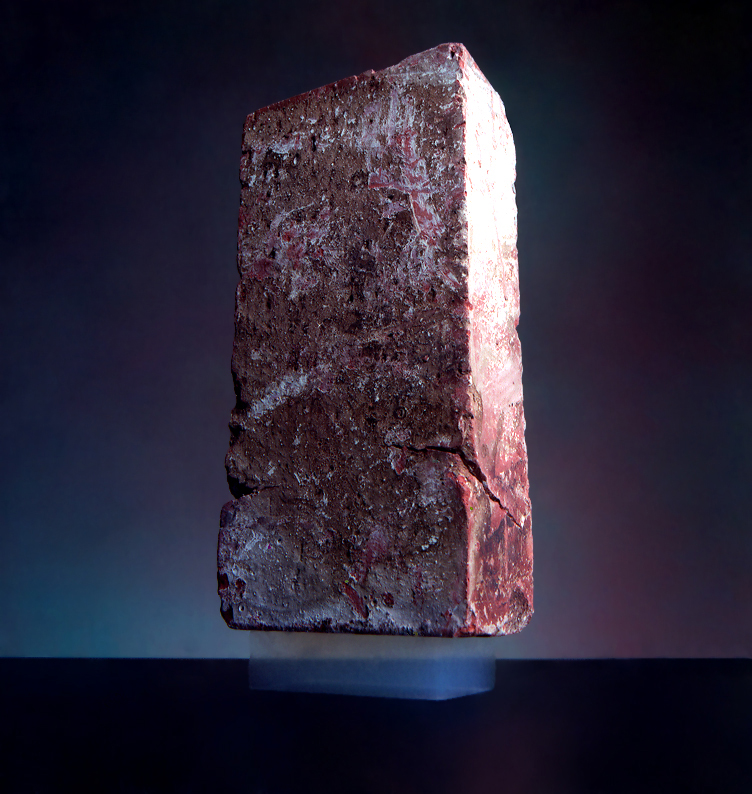
2,5 kilogramowa cegła stojąca na aerożelu ważącym 2 gramy

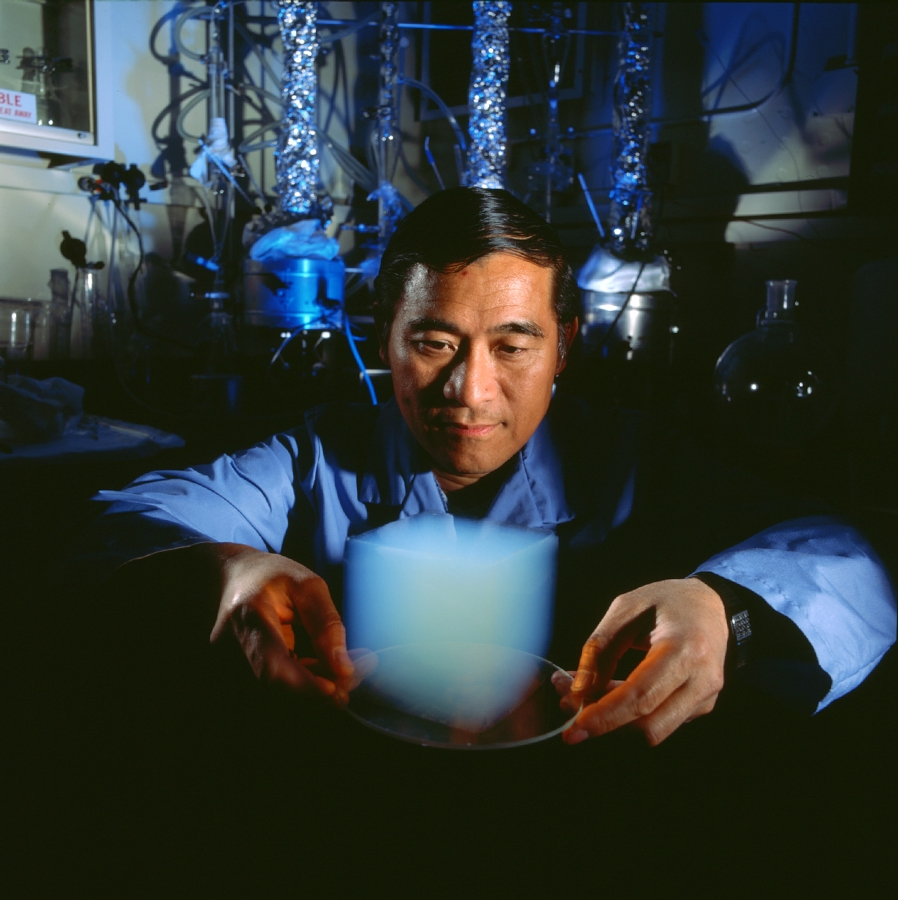
Fizyk Peter Tsou z Jet Propulsion Laboratory NASA prezentuje kostkę z aerożelu

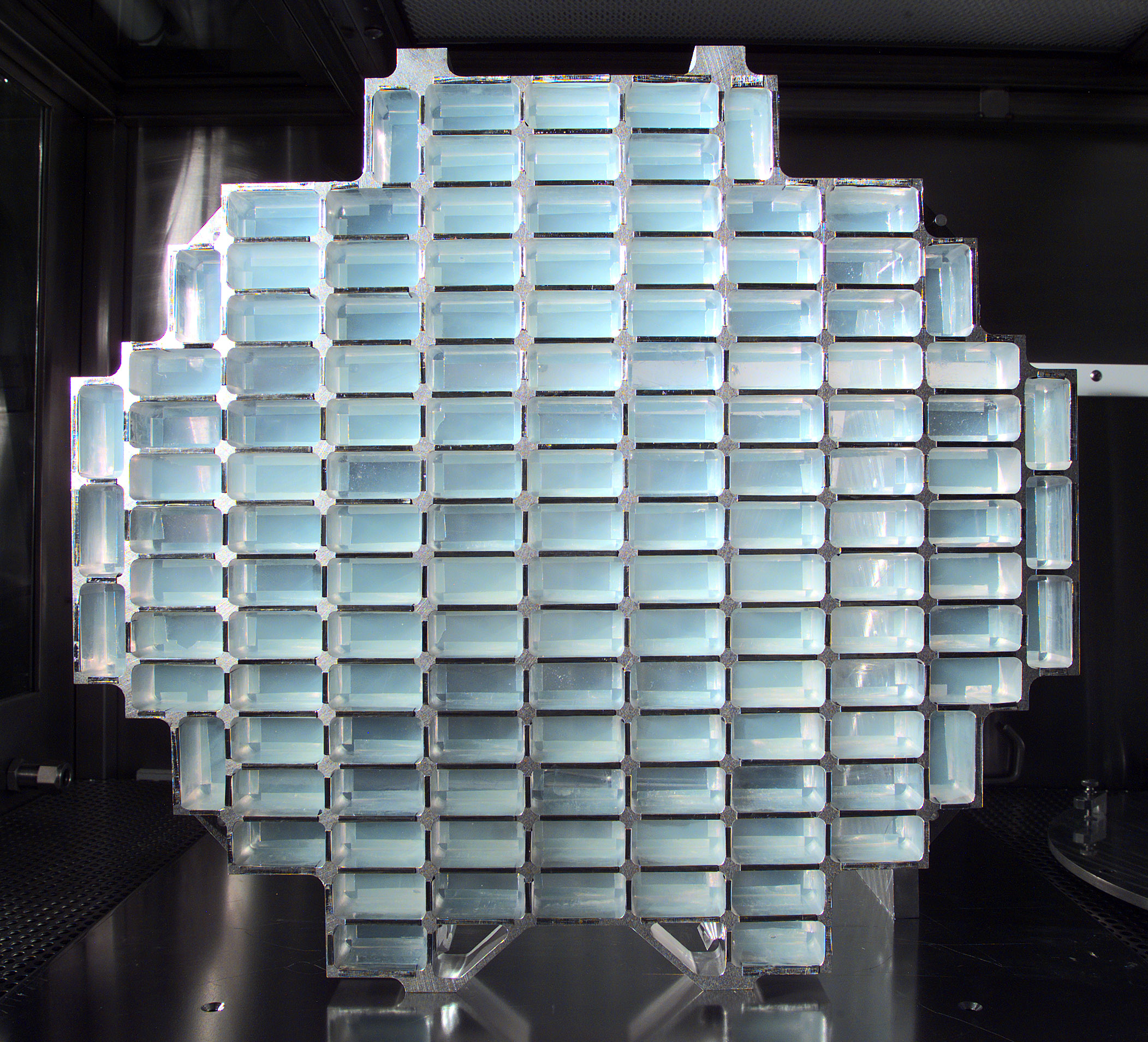
Pułapka z aerożelu zastosowana w satelicie Stardust

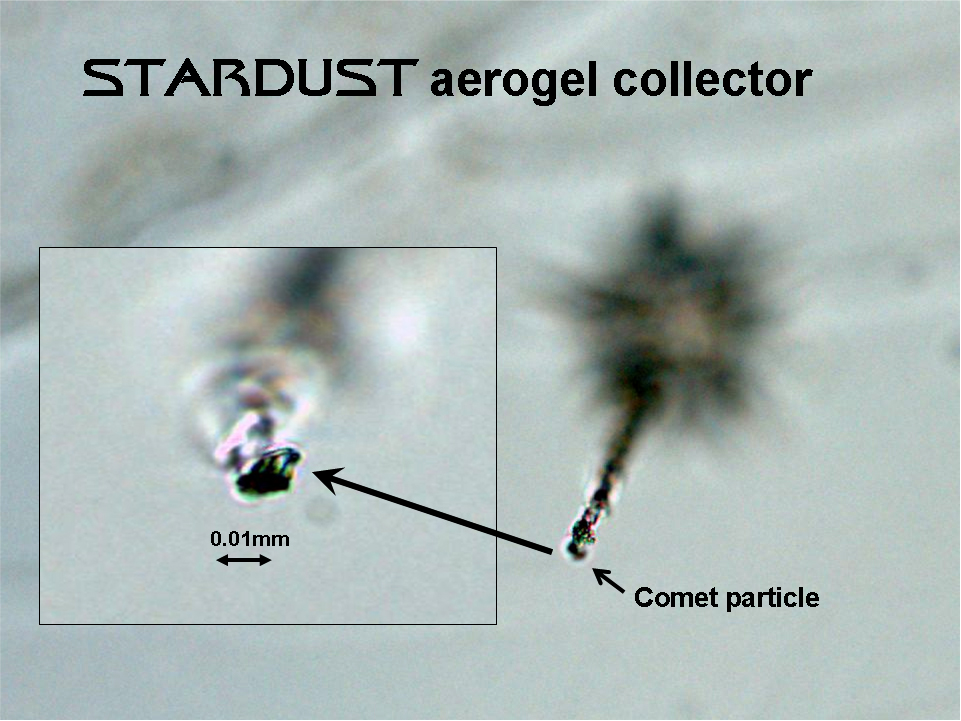
Kolektor z aerożelu z wyłapaną drobiną pyłu

Aerożel – materiał będący rodzajem sztywnej piany o wyjątkowo małej gęstości. Na jego masę składa się w 90–99,8% powietrze, resztę stanowi porowaty materiał tworzący jego strukturę.
Pierwsze aerożele, mające tendencję do zapadania się, otrzymał Samuel Stephens Kistler w 1931, jednak bardzo długo nie znalazły one żadnego praktycznego zastosowania i zostały w dużym stopniu zapomniane.

## Charakterystyka
Aerożele są obecnie najlżejszymi substancjami stałymi. Mają gęstość rzędu 1,9–150 mg/cm³, a zatem niewiele większą od gęstości powietrza (1,2 mg/cm³); dla porównania najlżejsze drewno, stosowana m.in. w lotnictwie i modelarstwie balsa, ma gęstość 40–180 mg/cm³. Najlżejsze aerożele węglowe mają gęstość 0,16–0,18 mg/cm³.
Aerożele są też obecnie materiałami o najmniejszym dla ciał stałych współczynniku przewodnictwa ciepła.
Mimo pozornie delikatnej budowy, wiele aerożeli ma wyjątkowo dobre własności mechaniczne, a zwłaszcza są odporne na ściskanie i rozciąganie. Wytrzymują nacisk na gładką powierzchnię masy rzędu 4000 razy ich masy własnej. Są jednak bardzo kruche i nieodporne na uderzenia, skręcanie i ścinanie.
Aerożele krzemionkowe są stabilne do temperatury topnienia krzemionki, czyli ok. 1200 °C.
Większość aerożeli jest zbudowana z krzemionki. Znane są też aerożele na bazie innych związków chemicznych, np. zeolitów i aluminoksanów – nie wyszły one jednak poza fazę testów laboratoryjnych. W 2007 opublikowano informację o tzw. chalcożelach, zbudowanych z tio- i selenogermanianów i cynianów platyny. Istnieją też aerożele grafitowe oraz wyprodukowane z nanorurek węglowych i grafenu.

## Zastosowania
Wszystkie te cechy powodują, że są one odpowiednim materiałem do budowy statków kosmicznych. Są one także stosowane jako warstwa izolacyjna w skafandrach kosmonautów. Zaczynają być wykorzystywane w lotnictwie jako wypełnienia termoizolacyjne w samolotach. Planowane jest wykorzystanie ich jako materiałów izolacyjnych w budownictwie oraz warstw izolacyjnych w odzieży codziennego użytku. Jak na razie jednak przeszkodą jest ich wysoka cena. Ze względu na bardzo rozwiniętą powierzchnię są one także stosowane jako podkłady dla katalizatorów niektórych reakcji chemicznych.
Aerożele z otwartymi porami posiadają też zdolność kumulowania drobnych pyłów, poruszających się (w próżni) nawet z prędkością kilkanaście razy większą od pocisku wystrzelonego z pistoletu. Ta zdolność została wykorzystana przez NASA w projekcie o nazwie Stardust. Specjalny kolektor z aerożelu wyłapywał drobinki pyłu (ziarenka) i pył kosmiczny, aby zbadać skład warkocza komety Wild 2.

## Powstawanie
Aerożele otrzymywano pierwotnie w wyniku stapiania idealnie czystej krzemionki w atmosferze nadkrytycznego dwutlenku węgla i „rozdmuchiwanie” jej za pomocą par rozpuszczalników organicznych poprzez stopniowe zmniejszanie ciśnienia. Technologia ta została rozwinięta przez NASA we współpracy z firmą Aspen Systems, Inc.
Obecnie częściej stosuje się metody chemiczne, polegające na reakcji skrajnie rozrzedzonych czterofunkcyjnych alkoksysilanów (np. Si(OCH3)4) z parą wodną w atmosferze gazu obojętnego. W pierwszym etapie na skutek kondensacji hydrolitycznej powstaje miękki żel krzemionkowy. Zanim powstająca piana krzemionkowa całkowicie zastygnie, powoli zmniejsza się ciśnienie w reaktorze, aż do uzyskania niemal zupełnej próżni, w efekcie czego następuje gwałtowny wzrost objętości żelu. W końcowym etapie produkcji reaktor wypełnia się ponownie ostrożnie gazem obojętnym i jednocześnie podnosi się temperaturę, co prowadzi do zakończenia reakcji kondensacji, usztywnienia się piany i powstania trwałego aerożelu.